# Euphorbia bruynsii
Euphorbia bruynsii ist eine Pflanzenart aus der Gattung Wolfsmilch (Euphorbia) in der Familie der Wolfsmilchgewächse (Euphorbiaceae).

## Beschreibung
Die sukkulente Euphorbia bruynsii entspringt einer knolligen Wurzel mit bis zu 3,5 Zentimeter Durchmesser. Der unterirdische Trieb wird etwa 5 Zentimeter lang und verzweigt sich nur wenig über dem Boden. An den dünnen Zweigen stehen Warzen in spiralförmigen Reihen mit großem Abstand zueinander. Die sukkulenten Blätter sind eiförmig und werden etwa 1,5 Millimeter lang und 3 Millimeter breit. Sie sind sitzend und kurzlebig.
Der Blütenstand besteht aus endständigen Cymen, die sich mehrfach gegabelt verzweigen. Die Blütenstandstiele werden bis 3 Zentimeter lang. Die Cyathien werden etwa 4 Millimeter groß und die länglichen und rotbraun gefärbten Nektardrüsen stoßen aneinander. Die stumpf gelappte Frucht wird 4 Millimeter lang und 6 Millimeter breit. Sie befindet sich an einem bis 5 Millimeter langen Stiel. Der eiförmige Samen hat eine glatte Oberfläche und wird 3,5 Millimeter lang und 2,5 Millimeter breit.

## Verbreitung und Systematik
Euphorbia bruynsii ist in der südafrikanischen Provinz Ostkap unter Sträuchern verbreitet.
Die Erstbeschreibung der Art erfolgte 1981 durch Leslie Charles Leach.